# Boris Feldman
Pour les articles homonymes, voir Feldman.
Boris Feldman, né en 1890 et mort le 12 juin 1937 lors des Grandes Purges, est un militaire soviétique. 

## Biographie
En mai 1918, Boris Feldman rejoint l'armée rouge. En 1918, nommé secrétaire du quartier général de la région de Bryansk, il assiste à partir de février 1919 au cours intensif de l'Académie de l'état-major général de l'Armée rouge, la même année il devient adjoint au chef du département opérationnel de la 13e armée, et en juin-septembre il est chef d'état-major de la 1re brigade de la 9e division d'infanterie. Membre du PCUS depuis 1919. Puis, l'élève du cours principal de l'Académie, en mai 1920, chef adjoint, en mai-septembre le chef d'état-major de la 57e division d'infanterie, en septembre-décembre le chef de la 55e division d'infanterie. Après la division de la division en 55e brigade de fusiliers, il en resta le chef jusqu'à la fin de juin 1921. Puis, en octobre-décembre 1921, il commande le Corps expéditionnaire, qui participe à la répression de la révolte de Tambov. En mai-juillet 1922, il est chef d'état-major de l'armée populaire révolutionnaire de la république d'Extrême-Orient.
En 1922-1925, il est commandant du 17e, en 1925-1928 - le 19e corps de fusiliers. En 1927, il part en voyage d'étude en Allemagne pendant deux mois. En 1928-1934, il est chef d'état-major du district militaire de Leningrad. De 1934 à 1937, il est chef du bureau de l'état-major de l'Armée rouge et membre du Conseil militaire du Commissariat du peuple à la défense de l'URSS. Avec l'introduction de nouveaux grades militaires en 1935, il obtient le grade militaire de Comcor.
En mai 1937, Boris Feldman est muté au poste de commandant adjoint des troupes du district militaire de Moscou, mais le 15 mai, il est arrêté, après quoi il sera démis de ses fonctions et expulsé du PCUS .
Après le procès de Moscou, il est exécuté le 12 juin 1937. Il est enterré dans la fosse commune du cimetière Donskoï, il sera réhabilité en 1957.